# ذاكرة وراثية (علم النفس)

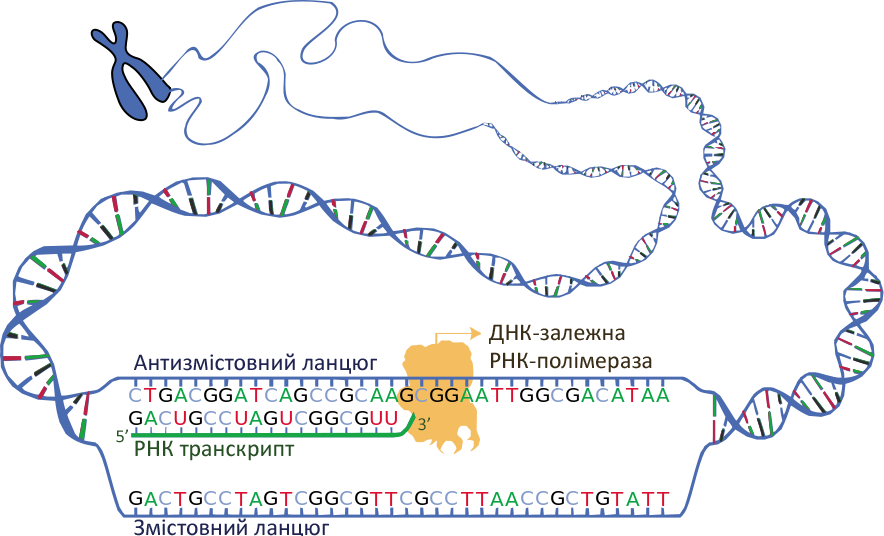

في علم النفس، تُعرف الذاكرة الوراثية على أنها الذاكرة الجينية التي تكون موجودة بالفطرة منذ الولادة. يُعتقد بأن  هذه الذاكرة تكون قد اندمجت في الجينوم على مر فترات طويلة. هذه النظرية مبنية على فكرة أن بعض التجارب التي يواجهها صنف ما من الكائنات الحية يتم حفظها وتخزينها في الشيفرة الجينية له، ولكنها لا تعتمد على اللاماركية.  

## لغة
تعتبر اللغة، في العلم الحديث، جزء واحد فقط من الذاكرة الوراثية. فقدرة البشر على التحدث باللغة هي خاصية الجهاز العصبي التي تكون موجودة منذ الولادة، وبالتالي فهي خاصية ذو علاقة بالتّطوّر السُلالي (التطور النّوعيّ) (Phylogenetic). ولكن الفونيم للغة المحلية الأم يتطور فقط أثناء تطور الجين وفقاً للبيئة التي يعيش فيها. هذا يعني أن الأطفال الذين يولدون في بيئة أو بلد معين لا يتعلمون لغة البلد جينياً، وهذا يؤكد أكثر أن نظرية الذاكرة الوراثية ليست لاماركية.  
ولكن يمكن دحض الجملة السابقة بالقول أن هناك دليل علمي على وجود جين خاص "للنبرة المثالية"، والذي يكون منتشرا أكثر في البلاد الآسيوية، حيث أن تلك النبرة أساسية لفهم معنى كلمات تلك اللغة.

## الصدمة، الفوبيا، والاضطرابات العصبية والنفسية
توصلت بعض أبحاث العلم العصبي الحديث على الفئران إلى نتيجة مفادها أن بعض التجارب والحوادث التي تمر بها بعض الكائنات الحية يمكن أن تؤثر على الأجيال التالية. حسب الدراسة، بعدما تم تعويد نوع من الفئران على الخوف من رائحة معينة، لوحظ أن ذلك الخوف انتقل إلى الأجيال اللاحقة، والتي أصبحت تخاف وتتحسس بشدة من نفس الرائحة عند التعرض لها لأول مرة، رغم أنها لم تُدرب على الخوف أو لم تقابل تلك الرائحة من قبل.  كما أنه عُثر أيضاً على بعض التغيرات في بنية المخ. استنتج الباحثون أن الحوادث والتجارب التي يعيشها الوالدين، حتى قبل الحمل، تؤثر بشكل كبير على كل من البنية والوظيفة للجهاز العصبي لدى الأجيال القادمة.
يتكهن العلماء أيضاً أن هناك آليات جبينية مشابهة تتعلق بالفوبيا، القلق، التوتر، وأمراض نفسية وعصبية أخرى في الإنسان، يمكن أن تنتقل جينياً عبر الأجيال.
هذا قد يعني أن ما عاشه أجدادنا من صعوبات أو تجارب قاسية وغيرها منذ عشرات الأجيال يمكن أن يكون له أثر كبير على حياتنا اليوم.

## وجهات النظر التاريخية
على عكس النظرة الحديثة، فإنه في القرن التاسع عشر اعتبر علماء الأحياء الذاكرة الوراثية على أنها مزيج من الذاكرة والوراثة، واعتبروها آلية لاماركية. ريبوت في عام 1881، على سبيل المثال، اعتبر أن الذاكرة النفسية والجينية تستند إلى آلية مشتركة، وأن الأولى (الذاكرة النفسية)تختلف عن الأخيرة (الذاكرة الجينية)فقط من حيث تفاعلها مع الوعي.
طوّرَ هيرنغ وسيمون نظريات عامة حول الذاكرة، حيث قام العالِم سيمون باختراع فكرة الانْغِرام (engram) وعمليات engraphy و ecphoryالملازمة-المرافقة.
قام سيمون بتقسيم الذاكرة إلى الذاكرة الوراثية والذاكرة العصبية المركزية.
وجهة نظر القرن التاسع عشر هذه لم تمت بالكامل بعد، مع أنها في تناقض صارخ مع أفكار الداروينية الجديدة. في علم النفس الحديث، تعتبر الذاكرة الوراثية عمومًا فكرة خاطئة، ولكنها لا تزال قيد الجدل حتى الآن. ومع ذلك، ساهم علماء الأحياء مثل ستيوارت نيومان وجيرد مولر في تطوير الفكرة في القرن الحادي والعشرين.

## في الخيال
- في فيلم فضائي القيامة، إلين ريبلي لديها ذكريات من الماضي ملمحةً أن يكون ذلك نتيجة لعبور جيني مع الفضائيين. عندما يتم عرض صورة لطفل عليها، فهذا يعني أنها تتذكر الفتاة نيوت من الفيلم الفضائيين.
- في رواية جورج أورويل 1984 وينستون يعتقد أن " الناس كان لديها ذاكرة سَلفيّة  بأن الأمور كانت مختلفة في يوم من الأيام".
- في البرنامج التلفزيوني ستارغيت إس جي 1، سباق فضائي معروف باسم غواؤلد يمتلك وينقل معارفه عبر الذاكرة الوراثية، لذلك فإن أي غواؤلد حديث الولادة سوف يمتلك كل الذكريات والمعرفة التي كانت عند أسلافهم.